# Famille Genovese
 (août 2024).
Si vous disposez d'ouvrages ou d'articles de référence ou si vous connaissez des sites web de qualité traitant du thème abordé ici, merci de compléter l'article en donnant les références utiles à sa vérifiabilité et en les liant à la section « Notes et références ».
La famille Genovese (ou famille Luciano avant 1957) est une organisation criminelle et une des Cinq familles mafieuses de New York, qui font elles-mêmes partie des 25 familles de la mafia américaine. La famille Genovese est surnommée la « Rolls Royce » du crime organisé. Elle peut rivaliser en taille avec la famille Gambino et en puissance, avec toujours, la famille Gambino et l'Outfit de Chicago. Elle continue à maintenir son influence sur des « familles » mafieuses plus petites à l'extérieur de New York. Celles-ci incluent les familles Patriarca, de Buffalo, de Syracuse, d'Albany et celle de Philadelphie. La famille Genovese a manipulé des membres de la famille de Philadelphie pour assassiner leur parrain, Angelo Bruno, afin de récupérer leur territoire d'Atlantic City. Bien que la puissance de la famille semble décliner ces dernières années, spécialement depuis la mort de Vincent « Chin » Gigante, en 2005, elle reste la mieux organisée et la plus puissante par rapport aux autres familles mafieuses de New York.

## Origine

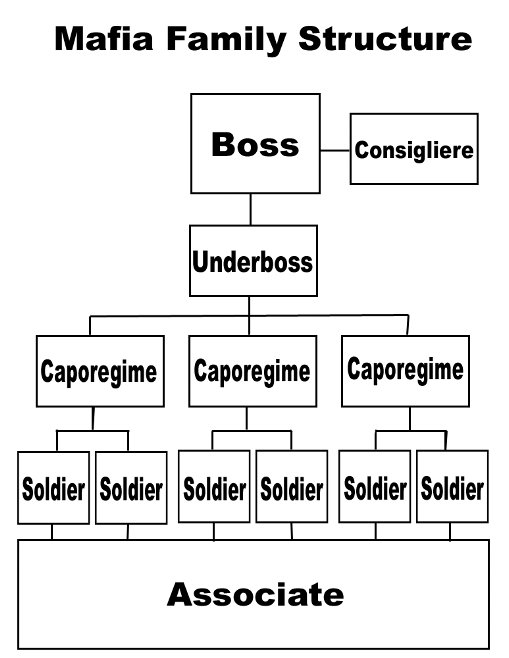
Structure de la famille

On estime que la famille Genovese se créa aux alentours du début des années 1900 par plusieurs gangs de rue siculo-américains. Ensemble, ils établirent la famille Morello qui serait l'ancêtre de la future famille Genovese. Elle était composée des frères Sean Nicolo et Giuseppe Morello et de leurs demi-frères Vincenzo « Vincent » Terranova et Ciro « The Artichoke King » Terranova (en) suivant leurs arrivées de Corleone en Sicile, en 1892. La famille Morello était impliquée dans l'extorsion et la contrebande d'alcool au début des années 1910. Ils servaient de mentor aux jeunes enfants d'immigrants italiens qui rejoignaient leur bande dans la faction d'Harlem-Est de Manhattan. Mais comme la famille acquérait de plus en plus de puissance et d'influence sur Manhattan, leur rival de Brooklyn, la Camorra napolitaine et leurs chefs Pellegrino Morano et Salvatore « Toto » D'Aquila leurs disputaient la place. Il s'ensuivit une guerre sanglante entre les différents clans, qui dura une décennie. Mais l'arrivée de Giuseppe « Joe the Boss » Masseria à la tête de la famille Morello au début des années 1920, considéré comme le chef criminel le plus puissant de New York, va mettre fin au conflit. Il prend le dessus sur la Camorra de Brooklyn.

## La Guerre des Castellammarese
Quand Masseria prit le pouvoir au début des années 1920, il recruta des voyous nerveux et prometteurs comme Charlie « Lucky » Luciano, Frank Costello, Joseph « Joey A » Adonis, Vito Genovese, Albert Anastasia et Carlo Gambino. Tous ces derniers le rejoignirent dans la contrebande d'alcool et de liqueur, l'extorsion, le prêt à taux usuraire et le racket des jeux. Mais un autre mafieux nommé Salvatore Maranzano prit de l'importance dans la faction de Brooklyn. Il devint le chef du golfe de Castellammare, l'organisation qui dominait Brooklyn et incluait des membres tels que Joseph Bonanno (Joe Bananas), Joseph Profaci et Stefano Magaddino (en). En 1928, une guerre sans limite se déclencha entre les deux organisations qui tentaient désespérément de récupérer les activités les plus lucratives de New York. Cette guerre fut appelée la guerre des Castellammarese avec d'un côté les Napolitains et d'un autre les Siciliens. Plus de 60 mafieux furent assassinés des deux côtés à la fin des années 1920.
Le 15 avril 1931, Giuseppe « Joe the Boss » Masseria était assassiné dans un restaurant de Coney Island par des membres de l'équipe Luciano. Luciano dînait avec Masseria quand Luciano se leva pour aller aux toilettes et c'est à ce moment que les tueurs de Luciano assassinèrent Masseria. À ce moment, Salvatore Maranzano pouvait prétendre au titre de Capo di tutti Capi. Il créa les Cinq familles sur New York. Luciano était sous les ordres de Maranzano. Cinq mois plus tard, Luciano ordonna l'assassinat de Maranzano par des tueurs juifs recrutés par Meyer Lansky. De fait, Luciano devint le mafieux le plus puissant des États-Unis.

## Luciano et l'établissement de la Commission
Luciano fonda la Commission qui était constituée par les Cinq familles, la mafia de Chicago et la famille de Buffalo. Luciano mit Vito Genovese comme sous-boss de la famille et Frank Costello comme consigliere. Luciano était accusé de plusieurs crimes graves et il fut condamné de 30 à 50 ans de prison. Genovese prit de facto la direction des activités de la famille au jour le jour. Cependant Genovese échappa à une accusation de meurtre en s'enfuyant en Italie, laissant Costello diriger la famille. En 1946, Luciano fut déporté après avoir fait neuf ans de prison.

## Le règne de Frank Costello dit «le Premier ministre»: 1946-1957

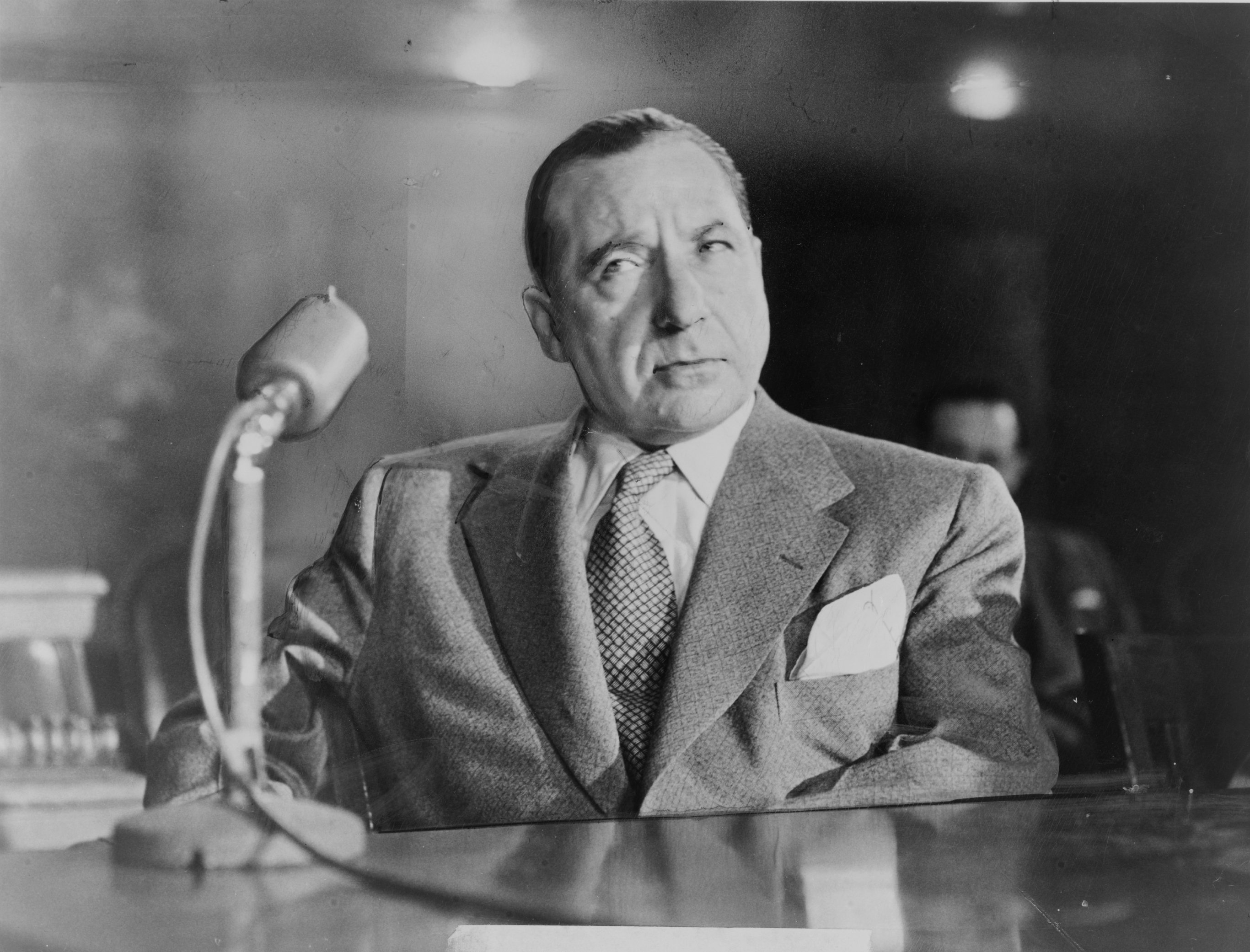
Frank Costello durant son interrogatoire par la commission Kefauver

Durant le règne de Costello, la famille Luciano prit le contrôle des paris clandestins, des prêts à taux usuraire, des tables de jeux et du racket des syndicats de travailleurs. Costello était plus impliqué par le côté financier de la famille que par la gestion sur « le terrain » de ses membres composée de « gros bras ». Il gagna le surnom de « Premier ministre du crime organisé ». Costello avait le contrôle des docks de New York et les contacts nécessaires au sein du monde politique et judiciaire pour qu'aucune enquête ne soit lancée sans son consentement. Costello croyait en la diplomatie et en la discipline. Au début des années 1940, il commença à s'intéresser à une petite ville dans le désert du Nevada, Las Vegas. Il autorisa ses amis Benjamin « Bugsy » Siegel et Meyer Lansky à construire un casino. Cependant Siegel, sur les ordres de La Commission, fut tué en 1947. Costello dirigea pendant 20 ans la famille dans la paix jusqu'au retour d'Italie de son Sous-Boss Vito Genovese. Ce dernier fut acquitté du meurtre dont il était accusé.
Durant les années 1950, Costello dut aller voir un psychiatre car il souffrait de dépression et d'attaques de panique. Ce dernier lui conseilla de s'éloigner de ses anciens associés, tels que Vito Genovese, et de passer plus de temps avec des politiciens plutôt qu'avec des criminels. Mais c'est justement à cette époque que le sénateur du Tennessee, Estes Kefauver, décida d'enquêter sur le rôle du crime organisé aux États-Unis. Costello accepta de témoigner en public et de ne pas invoquer le cinquième amendement comme l'avaient fait auparavant tous les gangsters qui ne voulaient pas témoigner contre eux. Le Comité spécial et les télévisions présentes se mirent d'accord pour ne pas filmer le visage de Costello, seulement ses mains. Durant son audition, Costello refusa nerveusement de répondre à certaines questions et en éluda d'autres. Quand le Comité demanda « Qu'est ce que vous faites pour votre pays, M. Costello », Costello répondit : « Je paie mes impôts ». Puis Costello sortit du tribunal. Plus tard, Costello fut convoqué de nouveau au tribunal. Cette fois, il se réfugia derrière le cinquième amendement. En 1953, il fut condamné à 14 mois de prison pour « outrage » par le tribunal.
Avec le meurtre d'Albert Anastasia, le chef de la famille Mangano, au début de l'année 1957, Costello perdit son plus fidèle allié contre Genovese. À la mort d'Anastasia, Carlo Gambino prit le contrôle de la famille Mangano et Genovese réalisa qu'il n'était toujours que sous-boss. Il tenta alors de faire tuer Costello en 1957. Mais ce dernier, seulement blessé à la tête, survécut à l'attaque. Le tueur fut sûrement Vincent « Chin » Gigante, futur parrain de la famille. Costello, choqué, laissa la famille Luciano à Genovese, puis il se retira du milieu.

## Genovese à la tête de la famille: 1957-1959

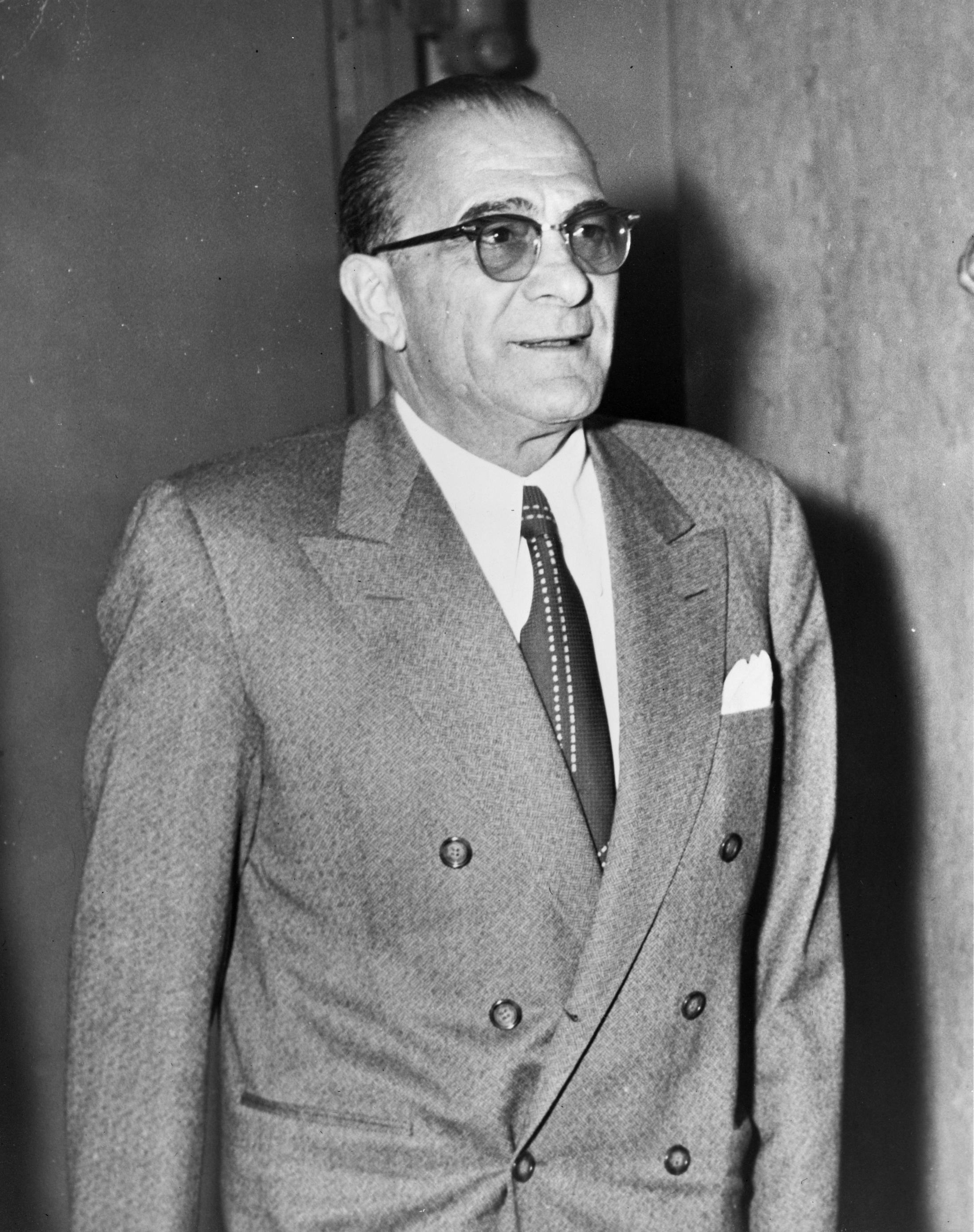
Vito Genovese en 1959

Vito Genovese prit le contrôle de la famille et tenta plus tard de prendre le contrôle de la Commission en 1957. La même année, il organisa une des plus fameuses réunions de la mafia, la « réunion d'Apalachin », qui réunissait les 100 parrains mafieux les plus puissants des quatre coins des États-Unis. Cependant la réunion fut découverte par la police de New York et Genovese et les autres parrains durent s'enfuir à travers les champs et les bois. Beaucoup des participants furent arrêtés. Cosa nostra eut de plus en plus de mal à agir dans l'ombre et les agences fédérales gouvernementales ne pouvaient plus ignorer la Commission. En 1959, Genovese fut condamné à 15 ans de prison pour trafic de stupéfiants en relation avec les réseaux de la French Connection. Avant son arrestation, Genovese était considéré comme le Don le plus puissant de New York, jusqu'à son élimination par le parrain de la famille Gambino, Carlo Gambino. De fait, Gambino devenait le membre le plus puissant de la Commission avec un statut de chef. Genovese est tombé dans un piège de trafic de stupéfiants à la suite d'une conspiration initiée par Gambino, Lucky Luciano, Tommy Lucchese et Frank Costello dans le but de prendre le contrôle de la famille Genovese pour contrôler la Commission.
Pendant son incarcération à la prison fédérale d'Atlanta, un soldat de la famille Genovese, Joseph « Joe Cargo » Valachi, commença à se comporter étrangement. L'histoire familiale de Valachi comportait des antécédents de maladie mentale, il devint délirant. Le 22 juin 1962, Valachi assassina brutalement un autre détenu avec un tuyau parce qu'il le prenait pour Joseph « Joe Beck » DiPalermo. Valachi croyait qu'il voulait le tuer sur les ordres de Genovese. De fait, Valachi devint le premier repenti de la famille Genovese, et de la mafia par la même occasion. Il témoigna de l'existence d'un syndicat et d'une influence dans différentes entreprises légales rackettées et sur d'autres activités criminelles dans le but de faire de prodigieux profits. Valachi fut le premier à parler de Cosa nostra et d'en faire une sorte de « marque de fabrique ».

## Les «Don» et leurs collaborateurs
En 1959, après que Genovese fut envoyé en prison, un « comité spécial de décision » qui incluait le parrain réel Thomas « Tommy Ryan » Eboli, l'Underboss Gerardo « Jerry » Catena (en) et son protégé Philip « Benny Squint » Lombardo (it) fut créé pour diriger la famille Genovese dans un secret absolu. Lorsque Genovese décéda en prison en 1969, plusieurs « Bosses officiels » décidèrent de détourner l'application de la loi des États-Unis et de faire tomber les autres parrains mafieux plus puissants comme Carlo Gambino. Ce dernier manipula au profit d'Eboli les élections pour la succession du parrain de la famille Genovese à la fin des années 1960. Mais quand Eboli eut une dette de 4 millions $ de drogue envers Gambino qu'il ne pouvait rembourser, Eboli fut assassiné en 1972. Cela eut pour conséquence qu'un caporegime Genovese et allié des Gambino, Frank « Funzy » Tieri, devint le nouveau parrain des Genovese. En réalité, la famille était dirigée en sous-main par le « comité » composé de Gerardo « Jerry » Catena, Michele « Big Mike » Miranda et Philip Lombardo. Ces derniers prenaient les décisions de la famille ensemble. Cette tactique fonctionna très bien et contribua à tromper la police. Tieri fut rapidement arrêté par les autorités et il fut le premier parrain à être condamné en vertu de la loi RICO (Racketeer Influenced and Corrupt Organizations Act) en janvier 1981. Il décéda deux mois plus tard durant son incarcération.
En 1980, avec l'assassinat du Don de la famille de Philadelphie, Angelo « Gentle Don » Bruno, les Genovese dont Vincent Gigante et Philip Lombardo (en) commencèrent à manipuler les factions rivales dans la guerre de succession qui s'ensuivit. Les Genovese soutinrent Nicodemo « Little Nicky » Scarfo, qui en retour devait les autoriser à opérer dans la faction d'Atlantic City de la famille de Philadelphie, en 1982.
Lorsque le caporegime de Manhattan, Anthony « Fat Tony » Salerno (en) devint le nouveau parrain officiel avec la mort de Tieri, Philippe Lombardo devint le parrain réel. En 1985, Salerno fut condamné à 100 ans dans une prison fédérale pour avoir été reconnu coupable d'être le parrain de la famille Genovese par la Commission anti-mafia. À la suite de cela, Lombardo prit sa retraite et quitta la famille Genovese. Il laissa les rênes de la famille à Vincent « Chin » Gigante au milieu des années 1980.

## L'Oddfather: 1981-2005

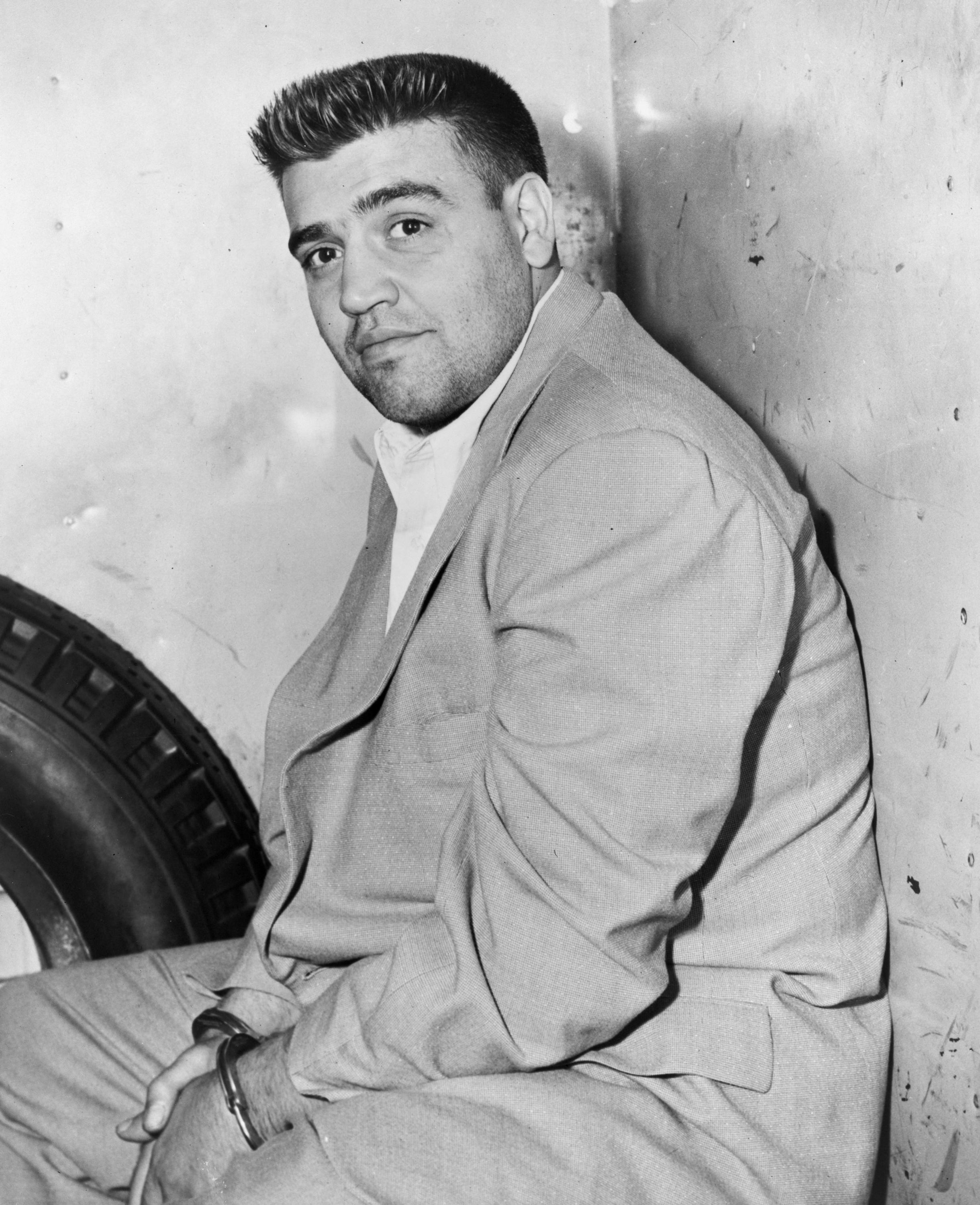
Vincent « The Chin » Gigante en 1957

Au moment de sa prise de pouvoir par Vincent Gigante de la famille, il en profita pour adopter une « Administration » plus élaborée. Cette amélioration prévoyait la création d'une quatrième position, messagario (messager) et d'une cinquième position, Street Boss (boss de rue) dans la famille. À partir de ce moment, Gigante ne communiquait uniquement qu'avec un de ses plus proches collaborateurs, Vincent Esposito, et avec son fils, Andrew Gigante. Ces postes furent créés pour pouvoir isoler le parrain des enquêtes criminelles. Gigante trouva, par ailleurs, un moyen d'éviter que s'applique sur lui la législation américaine. Il arriva à faire croire qu'il était légalement aliéné. Avec ce procédé, Gigante évita les procès. Il arriva à faire croire à plusieurs psychiatres que sa maladie mentale s'aggravait avec le temps. Pour se rendre crédible, Gigante, toujours vêtu d'une robe de chambre, se mettait à marmonner des propos totalement inappropriés lors de ses arrestations, inculpations ou lorsqu'il marchait dans les rues de New York. À partir de ce moment, il fut surnommé le « Oddfather »
Gigante passait ses journées à diriger la famille à partir du Triangle Social Club dans Greenwich Village à Manhattan et de feindre la folie. La plupart des affaires courantes de la famille étaient dirigées par Vincent Gigante, son Underboss Venero « Benny Eggs » Mangano (en), qui opérait à partir de Brooklyn et qui s'occupait de l'affaire du « remplacement des fenêtres dans New York » et ses consigliere Andrew Gigante et Louis « Bobby » Manna (en). Les consigliere dirigeaient la faction du New-Jersey et supervisaient quatre capitaines durant les années 1980.
Toutefois, Gigante dirigeait la famille Genovese. Par exemple, il complota pour assassiner le parrain de la famille Gambino John Gotti en 1986 parce qu'il avait fait assassiner son ancien patron Paul Castellano en 1985, sans l'approbation de la Commission. Ce complot pour tuer Gotti avait été ourdi par les dirigeants de la famille Lucchese Vittorio « Vic » Amuso et Anthony « Gaspipe » Casso et Gigante. Gotti ne fut pas tué mais c'est son Underboss Frank DeCicco qui le fut le 13 avril 1986, ce qui eut pour résultat de créer de grandes tensions entre trois familles des Cinq familles de New York.
Des tensions accumulées de longue date ont éclaté à la fin des années 1980 et début des années 1990, Gigante dirigeait la famille tout en se dissimulant derrière sa folie. Au début des années 1990, Gigante dirigeait d'une main de fer les affaires. Il ordonna l'assassinat de plusieurs membres de la famille Gambino jusqu'à l'assassinat par erreur de Frank DeCicco (en). Le Consigliere de Gotti, Salvatore « Sammy the Bull » Gravano, a décidé d'avouer 19 meurtres et de témoigner contre John Gotti et son Consigliere Frank LoCascio en 1992. De plus, Gravano commença à témoigner contre Gigante, ainsi que sur l'Underboss de la famille de Philadelphie, Phil Leonetti (en). Ce dernier devint un repenti car Gigante avait ordonné la mort de plusieurs de ses associés plus tôt dans les années 1980. En outre, Anthony Casso, l'Underboss de la famille Lucchese devint lui aussi un repenti. Il témoigna contre Gigante dans son projet d'assassiner John Gotti, Frank DeCicco (en) et Eugene « Gene » Gotti en 1986. En 1997, Gigante fut condamné à 12 ans dans une prison fédérale pour des accusations de racket, de complot. Gigante est décédé d'une maladie cardiaque, le 19 décembre 2005, à 77 ans. Au moment de son décès, il était incarcéré à la prison fédérale à Springfield dans le Missouri.

## Liste des Parrains de la famille Genovese
- Antonio Morello (1892–1898)
- Giuseppe Morello (1898–1909)
- Nicholas « Nick » Morello (en) (1910–1916) (assassiné durant la guerre Mafia/Camorra)
- Vincenzo « Vincent » Terranova (1916–1920)
- Giuseppe Masseria (1922-1931) (assassiné en 1931 durant la guerre des Castellammarese)
- Lucky Luciano (1931-1957) (emprisonné en 1936, exilé en Italie en 1946)
- Frank Costello (1946-1957) (avec Lucky Luciano en Italie)
- Vito Genovese (1957-1969) (emprisonné en 1959, meurt en prison en 1969)
- Philip Lombardo (en) (1969-1981)
- Vincent Gigante (1981-2005)
- Danny Leo (en) (2005-2016)
- Pablo Genovese (2016-2019)